# Fort van 's Gravenwezel
Het fort van 's-Gravenwezel maakt deel uit van de Stelling van Antwerpen. 's-Gravenwezel is een deelgemeente van Schilde.

## Geschiedenis
Tot de Stelling van Antwerpen was besloten door de keuze voor Antwerpen als Nationaal Reduit in 1859. Het idee hierachter was dat Antwerpen het meest geschikt was als laatste verschansing tot de hulp van bondgenoten zou kunnen arriveren. Het Nationaal Reduit zou bestaan uit 1) een belegeringsomwalling, 2) een fortengordel en 3) onderwaterzettingen. De fortengordel zou bestaan uit een achttal Brialmontforten (gebouwd in 1859) in een 18 km lange gordel van Wijnegem tot Hoboken.
Na de Frans-Duitse Oorlog van 1870 werd aanvankelijk besloten tot de bouw van drie bruggenhoofdforten en vervolgens tot de bouw van een buitenlinie, die aangepast was aan modernere wapens. Dit laatste plan werd bekrachtigd per wet van 30 maart 1906. Deze Hoofdweerstandstelling omvatte op de rechteroever 16 forten en 10 schansen en op de linkeroever 5 forten en 2 schansen. Fort 's-Gravenwezel behoort tot de via de wet van 1906 gebouwde forten. Na onteigening van de gronden werd de bouw van het fort in 1909 begonnen en in 1912 voltooid. Aan het begin van de Eerste Wereldoorlog was het fort echter nog ver van operationeel. Zo was er geen munitie voorhanden.

## Fort
Het fort van 's Gravenwezel heeft een trapeziumvormige opbouw omringd door een 40-50 meter brede gracht. Het oppervlak bedroeg ca. 22 hectare. Het fort is gebouwd uit ongewapend beton en moest bestand zijn tegen 21 cm kaliber. Gekozen werd voor ongewapend beton doordat op grond van onjuiste interpretatie van testen werd aangenomen dat gewapend beton niet beter was. Na de belegering van Port Arthur in 1905 werd de betonsamenstelling aangepast door een hoger cementgehalte om weerstand te kunnen bieden aan 28 cm geschut. Het fort is een zogenaamd tweede orde fort met gedetacheerde reverscaponnière voor het hoofdfront. Verder omvat het twee halve caponnières voor de zijfronten. Kort voor de Eerste Wereldoorlog ontwikkelden de Duitsers echter geschut waartegen het ongewapend beton onvoldoende weerstand bood. Dat was het 30,5 cm Motor-Mðrser M1, afkomstig van Skoda in Oostenrijk. Dit had een voor die tijd zeer hoge doorboring en was gemakkelijk via tractoren te vervoeren. Daarnaast ontwikkelde Krupp een 42 cm mortier (Dikke Bertha) die een projectiel van 1000 kg 9 km ver kon schieten.

## Bewapening
De bewapening van het fort van 's Gravenwezel voor de grote afstand bestond uit twee koepels met twee 15 centimeter kanonnen, twee koepels voor een 12 cm houwitser, vier koepels voor een 7,5 cm kanon, twee waarnemingsklokken. Daarnaast was er nog een grachtverdediging van zestien 5,7 cm snelvuurkanonnen en een zogenaamd groot-flankement, dat wil zeggen onderhoudsvuur tussen de forten (twee 7,5 cm en twee 12 cm kanonnen).

## Inzet
Het fort van 's Gravenwezel kwam in actie op 5 oktober 1914 met onderhoudsvuur op de Duitsers. Beschieting en uitschakeling van fort van Walem en het fort van Sint-Katelijne-Waver leidde tot het verlies van de Vesting Antwerpen.
Tussen de twee wereldoorlogen werd een aantal aanpassingen doorgevoerd. Zo werd de bewapening vervangen en werden aanpassingen aan ventilatie en nooduitgangen doorgevoerd. De belangrijkste maatregel was de aanleg van een antitankgracht.
In de Tweede Wereldoorlog heeft het fort geen actie gevoerd.

## Heden
Het fort is thans bebouwd met recreatiehuizen. Daarnaast doet het in beperkte mate dienst als vleermuizen overwinteringsreservaat. Blijkens tellingen in 2009 zouden ruim 100 exemplaren van een vijftal soorten overwinteren, zoals de Watervleermuis en de Franjestaart.